# Dunjapur
Dunjapur – miasto w Pakistanie, w prowincji Pendżab. W 2017 roku liczyło 41 575 mieszkańców.